# Julius Kraft-Kinz

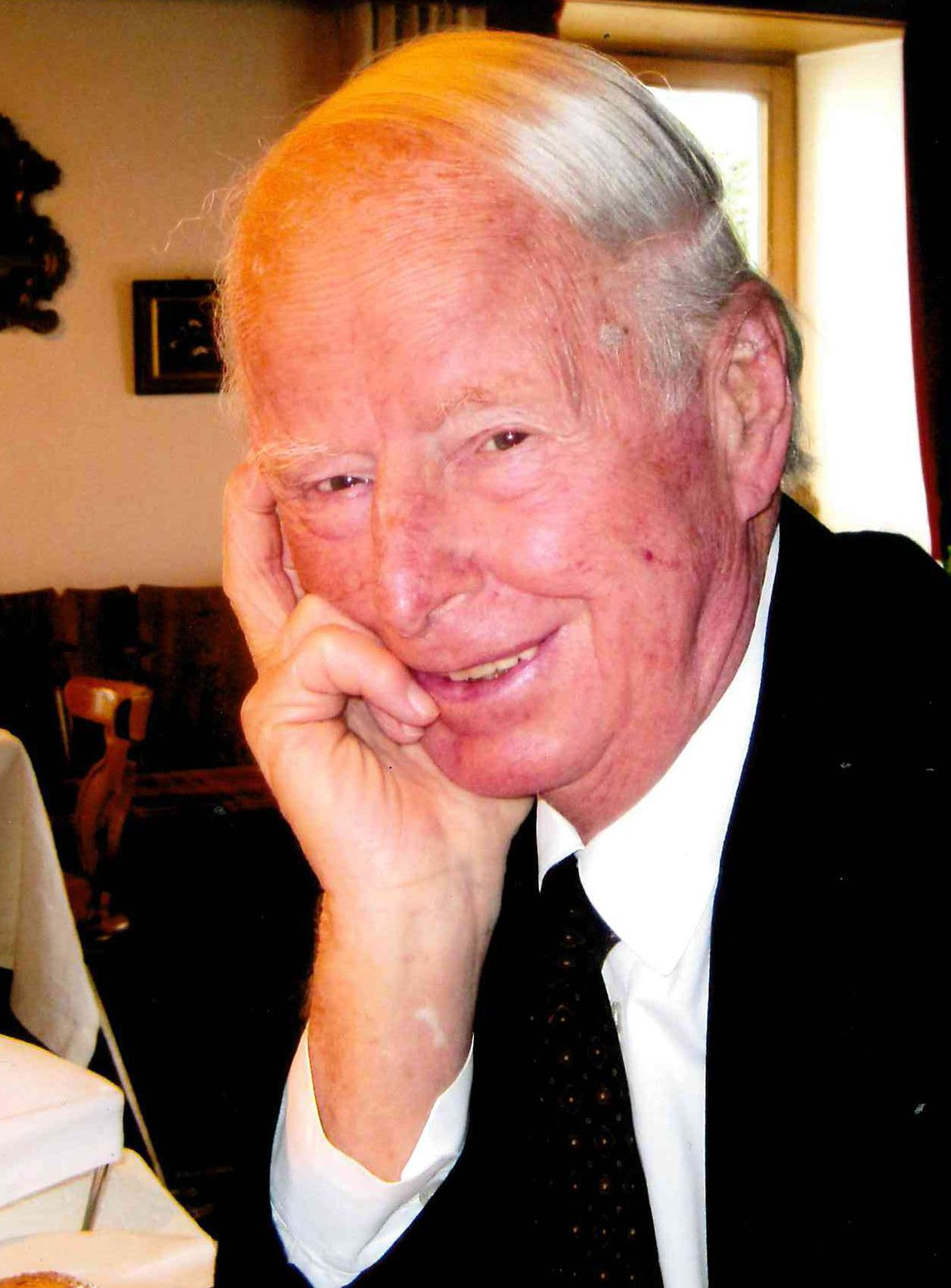

Julius Kraft-Kinz (* 13. Dezember 1925 in Innsbruck; † 31. Mai 2018 in Graz) war ein österreichischer Chirurg. Er war emeritierter Professor für Chirurgie der Karl-Franzens-Universität Graz.
Nachdem er am 3. Februar 1951 an der Universität Innsbruck zum Doktor der gesamten Heilkunde promoviert wurde, absolvierte er seine chirurgischen Lehrjahre bei seinem Onkel Rudolf Kraft in Düren und trat 1956 an der Universitätsklinik für Chirurgie Graz ein. Am 19. November 1962 führte er gemeinsam mit Franz Spath die erste Herzoperation in Österreich mittels Herzlungenmaschine durch. 1970 wurde er als Nachfolger von Franz Spath Leiter der Univ. Klinik für Chirurgie des LKH Graz und baute dort u. a. das Departement-System auf. 
Am 12. März 1984 leiteten Kraft-Kinz und Bruno Rigler die erste Herztransplantation in Graz, wobei der Patient den Eingriff um acht Wochen überlebte. Kraft-Kinz brachte die Kinderherzchirurgie und die Herzchirurgie auf einen nicht nur in Österreich anerkannten hohen Standard. Kraft-Kinz wurde 1996 von Karlheinz Tscheliessnigg nach 26 Jahren als Klinikvorstand abgelöst.
1997 wurde ihm das Große Goldene Ehrenzeichen des Landes Steiermark mit dem Stern verliehen. 2016 erhielt er das Auenbrugger Ehrenkreuz der Medizinischen Universität Graz.